# Fiestas y celebraciones de Morelia
- Carnaval de Morelia: Semana Santa

- Viernes Santo. Procesión del Silencio de Morelia.
- Expo-Feria Regional, Comercial y Ganadera: durante el mes de mayo 1956
- Festival Internacional de Guitarra: mes de mayo 1986
- Festival Internacional de Órgano de Morelia: mes de mayo
- Aniversario de la fundación de Valladolid/Morelia en 1541: 18 de mayo
- Grito de Independencia: 16 de septiembre. Desfile cívico-militar
- Aniversario del Natalicio de Don José María Morelos y Pavón: 30 de septiembre. Desfile cívico-militar.
- Aniversario de la Revolución mexicana: 20 de noviembre. Desfile cívico-deportivo.
- Fiestas Guadalupanas: mes de diciembre
- Festival Internacional de Cine de Morelia en la primera semana de octubre
- Festival Internacional de Música de Morelia Miguel Bernal Jiménez en el mes de noviembre.
- Las cañas en el mes de Diciembre

- Datos: Q5861883